# Обновление по воздуху

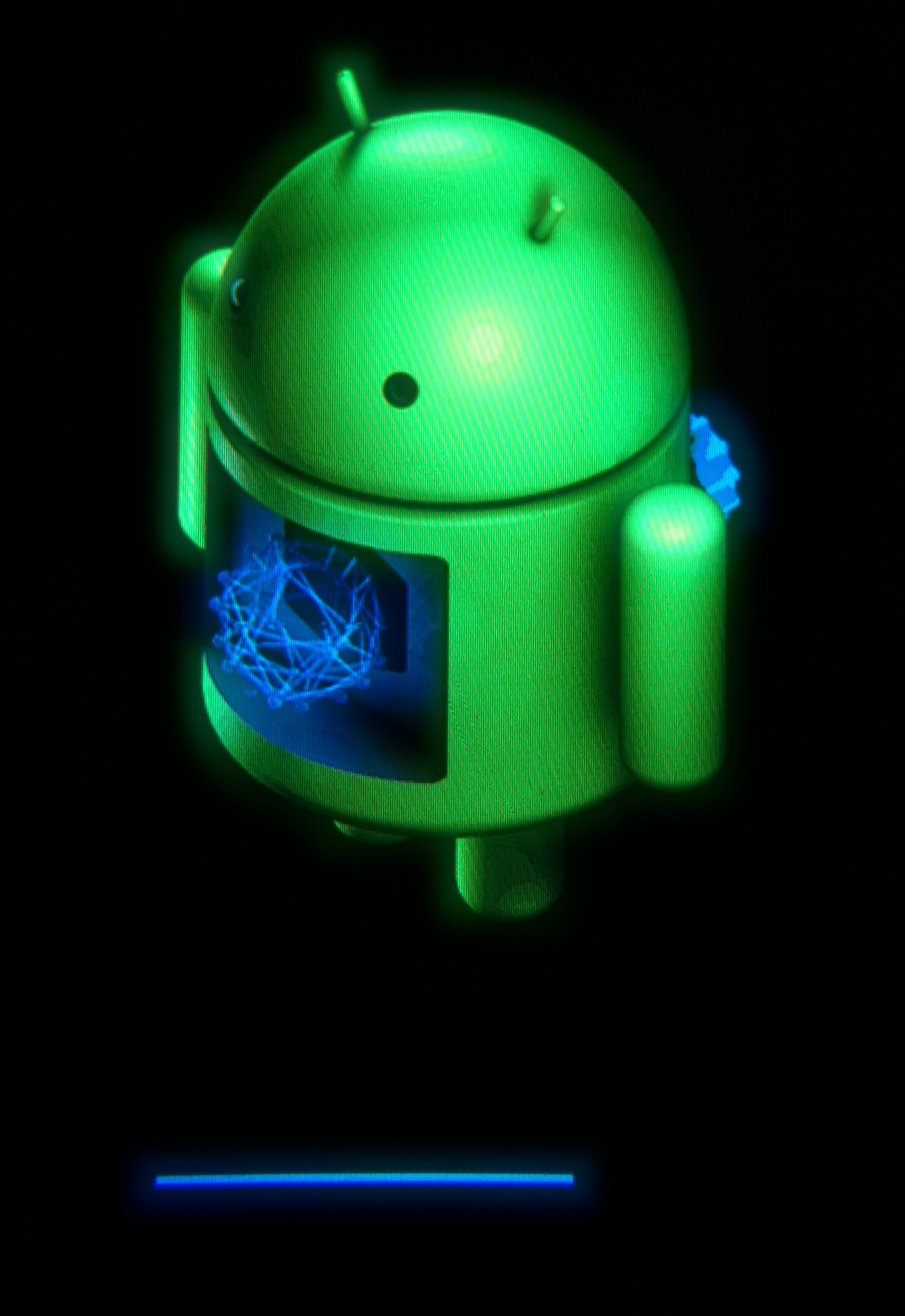
Старый Android-смартфон во время обновления прошивки по воздуху

Обновление по воздуху или OTA-обновление (англ. Over-The-Air update), также известное как программирование по воздуху (англ. OTA programming) — обновление встроенной системы, которое передается через беспроводную сеть, такую как Wi-Fi или мобильная сеть. Такие встроенные системы включают мобильные телефоны, планшеты, приставки, автомобили и телекоммуникационное оборудование. OTA-обновления для автомобилей и устройств интернета вещей (IoT) также могут называться Firmware Over-The-Air (FOTA). OTA-обновления могут затрагивать различные компоненты устройства, включая операционную систему, приложения, настройки конфигурации или параметры, такие как ключи шифрования.

## Терминология
Термин OTA-обновление применяется исключительно к встроенным системам, а не к обычным компьютерам. До появления OTA-обновлений встроенные устройства можно было обновлять только путём прямого физического доступа (с помощью JTAG) или через проводное соединение (обычно через USB или последовательный порт).

## Назначение
Передача обновлений по воздуху позволяет распространять их в более широких масштабах, снижает затраты на доставку обновлений и способствует их более быстрому принятию пользователями.

## Реализация
Поставщик обновлений может решать, разрешать ли пользователям отказываться от обновлений, а также может отключать некоторые функции на устройствах до установки обновления. После установки обновления пользователь может не иметь возможности его откатить.
OTA-обновления разрабатываются таким образом, чтобы быть максимально компактными, что снижает потребление энергии, нагрузку на сеть и требуемый объём памяти. Это достигается путем передачи только разницы между старой и новой версией прошивки, а не всей прошивки целиком. Разница между двумя версиями прошивки создается с помощью дифференциации данных, после чего конечному устройству передается так называемый delta-файл, который оно использует для обновления.

## Отрасли применения

### Смартфоны
На смартфонах, планшетах и других устройствах OTA-обновление представляет собой обновление прошивки или операционной системы, которое загружается через интернет. Ранее для обновления пользователям требовалось подключать устройства к компьютеру через USB. OTA-обновления могут добавлять новые функции, устранять уязвимости в безопасности или исправлять ошибки программного обеспечения.
Среди двух основных мобильных операционных систем поддержка OTA-обновлений в iOS появилась с версии iOS 5. Обновления iOS распространяются исключительно компанией Apple, что обеспечивает их широкую доступность и высокую скорость распространения. Как правило, крупные обновления iOS устанавливаются на 60-70 % iPhone в течение нескольких месяцев после их выпуска.
OTA-обновления Android распространяются не напрямую Google, а производителями (например, Samsung) и операторами связи. Это привело к проблеме фрагментации Android, когда пользователи получают обновления с задержками или вовсе остаются без них. Фрагментация усложняла разработку сторонних приложений (из-за несовместимости версий ОС на разных устройствах) и создавала угрозы безопасности, так как задерживала выпуск критически важных исправлений.
Google сократил проблему фрагментации с помощью нескольких инициатив:
- Project Treble (2017) — позволил производителям выпускать обновления ОС без необходимости повторного тестирования драйверов для каждого обновления[14][17].
- Project Mainline (2019) — позволил Google обновлять ключевые компоненты Android[17] и доставлять исправления безопасности[18] через Google Play Store, не требуя полного обновления ОС[17].

Проект Mainline значительно сократил роль посредников в процессе OTA-обновлений.
С версии Android 8.0 обновления OTA используют схему A/B-разделов, при которой обновление устанавливается в фоновом режиме на второй раздел (B), а при следующей перезагрузке устройство переключается на него, что значительно сократило время установки обновлений.

### Автомобильная отрасль
Автомобили могут поддерживать OTA-обновления для своих мультимедийных систем, карт навигации, телематического блока управления или электронных блоков управления (бортовых компьютеров, отвечающих за большинство функций автомобиля). В автомобилях именно телематический блок управления отвечает за загрузку и установку обновлений, которые передаются через мобильные сети, аналогично смартфонам. Во время установки OTA-обновления автомобиль нельзя эксплуатировать. Перед обновлением система проверяет подлинность пакета, а после завершения установки — целостность всех затронутых систем.
OTA-обновления предоставляют ряд преимуществ. Например, в прошлом компании Volkswagen пришлось отозвать 11 миллионов автомобилей для исправления ошибки в программном обеспечении системы контроля выбросов. Другие автопроизводители отзывали автомобили из-за ошибок в ПО, влияющих на работу тормозов или подушек безопасности, что требовало посещения сервисного центра. OTA-обновления позволяют избежать необходимости обращаться в дилерские центры, снижая затраты на гарантийное обслуживание и сокращая время простоя для клиентов. Кроме того, OTA-обновления позволяют быстрее развертывать новые функции и исправления ошибок, делая автомобили более конкурентоспособными и ускоряя внедрение улучшений. Например, OTA-обновления могут улучшить работу систем помощи водителю и повысить безопасность автомобиля.
Однако OTA-обновления также открывают новую уязвимость для хакеров, так как недостатки в системе обновлений могут позволить злоумышленникам удаленно захватить контроль над автомобилем. В прошлом уже обнаруживались подобные уязвимости, и многие автопроизводители внедрили программы раскрытия уязвимостей. Потенциальные угрозы, связанные с OTA-обновлениями, включают подмену данных, манипуляцию с файлами (tampering), отказ в обслуживании, утечку информации и эскалацию привилегий. Например, хакер может прервать установку обновления (flashing fail), что может повредить систему автомобиля и привести к его некорректной работе. Другая угроза — установка произвольных прошивок (arbitrary flashings), когда хакер заставляет автомобиль загрузить вредоносное обновление.

### Интернет вещей (IoT)
С развитием концепций беспроводных сенсорных сетей (англ. Wireless Sensor Networks) и интернета вещей (IoT), где сети состоят из сотен или тысяч узлов, OTA-обновления вышли на новый уровень. Впервые они стали применяться в нелицензируемых частотных диапазонах (868 МГц, 900 МГц, 2400 МГц) с низким энергопотреблением и низкой скоростью передачи данных, используя такие протоколы, как 802.15.4 и Zigbee.
Сенсорные узлы часто расположены в удаленных или труднодоступных местах. Например, компания Libelium реализовала систему OTA-программирования для устройств Zigbee в беспроводных сенсорных сетях. Эта система позволяет обновлять прошивку без физического доступа к устройству, экономя время и деньги при необходимости перепрограммирования узлов.

### Интернет-маршрутизаторы
OTA-обновления схожи с методами распространения прошивки, используемыми в других массовых потребительских устройствах, таких как кабельные модемы, которые используют TFTP для удаленного получения нового программного обеспечения, что сокращает время, затрачиваемое как владельцем устройства, так и конечным пользователем, на техническое обслуживание.
В беспроводных сетях также доступна технология удаленной настройки (англ. Over-the-Air Provisioning, OTAP), хотя по умолчанию она отключена по соображениям безопасности. Эта функция позволяет точке доступа (AP) автоматически обнаруживать IP-адрес своего контроллера. Если она включена, контроллер передает другим точкам доступа дополнительную информацию в пакетах управления радиоресурсами (англ. Radio Resource Management Packets, RRM), помогая новой точке доступа находить контроллер. Однако эти данные передаются в открытом виде, что делает их уязвимыми для перехвата, поэтому по умолчанию OTAP отключен.

### Сотовые сети
Удаленное конфигурирование (англ. Over-the-Air Provisioning, OTAP) также применяется в сотовых сетях, позволяя операторам дистанционно настраивать мобильные телефоны (или мобильные станции, как их называют в индустрии) и обновлять параметры сети, хранящиеся на SIM-карте. Это может происходить в любое время, пока телефон включен. Синонимом OTAP является термин Over-the-Air Parameter Administration (OTAPA). OTA-настройка позволяет телефонам оставаться правильно сконфигурированными, когда оператор вносит изменения в сеть, а также обеспечивает корректные настройки для таких функций, как WAP (ранняя версия мобильного интернета), MMS и мобильные данные (которые требуют настройки Access Point Name, APN).
Похожий термин Over-the-Air Service Provisioning (OTASP) относится к первоначальному беспроводному программированию телефона, то есть его активации. Во время активации телефон получает параметры, такие как номер телефона, идентификационный номер мобильного устройства (англ. Mobile Identification Number, MIN) и системный идентификатор (англ. System ID), которые позволяют ему впервые подключиться к сотовой сети. OTASP также называют OTA-активацией или OTA-начальной настройкой (bootstrapping). Альтернативный метод — SIM-bootstrapping, когда телефон загружает настройки сети из SIM-карты. Однако у этого метода есть ограничения: настройки на SIM-карте могут устареть между моментом её производства и использованием, а некоторые устройства (например, промышленные модемы) вообще не используют SIM-карты.
Различные организации разработали стандарты для OTA-настройки. В 2001 году WAP Forum опубликовал стандарт WAP Client Provisioning, который позже был принят Open Mobile Alliance (OMA) и получил название OMA Client Provisioning (OMA CP). В рамках OMA CP телефоны получают «невидимые» SMS от оператора, содержащие конфигурационные параметры. Позднее появился стандарт OMA Device Management (OMA DM), который использует иной метод SMS-настройки — OMA Push. В этом случае «невидимое» SMS не содержит сами настройки, а только команду телефону (DM-клиенту) подключиться к DM-серверу (операторской платформе управления устройствами). После подключения сервер передает настройки телефону.

## OTA-стандарты
Существует несколько стандартов, описывающих работу OTA-обновлений. Одним из первых был стандарт GSM 03.48. В спецификации Zigbee также есть технология Zigbee Over-the-Air Upgrading Cluster, входящая в профиль Zigbee Smart Energy. Она обеспечивает независимый от производителя способ обновления прошивки устройств.

## Похожие технологии
Обновление по воздуху похоже на методы доставки прошивок для пользовательской электроники, такими как кабельные модемы, использующие протокол TFTP для обновления прошивки.